# Saison 2020-2021 du MC Oran
Maillots
Dernière mise à jour : 24 novembre 2020.
Chronologie
Saison précédente Saison suivante
La saison 2020-2021 du Mouloudia Club Oranais est la 56e saison du club en première division algérienne. L'équipe est engagée en Ligue 1 et en Coupe de la Ligue. La Coupe d'Algérie est suspendue cette année.
Cette saison est marquée par le retour à la présidence du Mouloudia Club Oranais de Tayeb Mehiaoui, qui occupe ce poste pour la seconde fois après un premier passage en 2010-2011.

## Transferts

### Période estivale
| Nom                    | Nationalité | Poste             | Transfert | Provenance/Destination | Division           | Réf.   |
| ---------------------- | ----------- | ----------------- | --------- | ---------------------- | ------------------ | ------ |
| Arrivées               |             |                   |           |                        |                    |        |
| Houssam Limane         | Algérie     | Gardien de but    | Transfert | CS Constantine         | Ligue 1            | [ 2 ]  |
| Hichem Belkaroui       | Algérie     | Défenseur         | Transfert | USM Alger              | Ligue 1            | [ 3 ]  |
| Benali Benamar         | Algérie     | Défenseur         | Transfert | Olympique de Médéa     | Ligue 1            |        |
| Mohamed Naâmani        | Algérie     | Défenseur         | Transfert | Al-Fateh               | Saudi Pro. League  | [ 4 ]  |
| Mohamed Bentiba        | Algérie     | Milieu de terrain | Transfert | MO Béjaïa              | Ligue 2            | [ 5 ]  |
| Walid Derardja         | Algérie     | Milieu de terrain | Transfert | MC Alger               | Ligue 1            | [ 6 ]  |
| Chérif Siam            | Algérie     | Milieu de terrain | Transfert | AS Aïn M'lila          | Ligue 1            | [ 7 ]  |
| Abdelkrim Benrabah     | Algérie     | Attaquant         | Transfert | IRB Sougueur           | Régional I         |        |
| Abdelhakim Berrezoug   | Algérie     | Attaquant         | Transfert | US Biskra              | Ligue 2            | [ 8 ]  |
| Adel Khettab           | Algérie     | Attaquant         | Transfert | WA Boufarik            | National           | [ 2 ]  |
| Hichem Nekkache        | Algérie     | Attaquant         | Transfert | MC Alger               | Ligue 1            | [ 9 ]  |
| Yacine Guenina         | Algérie     | Attaquant         | Transfert | MO Béjaïa              | Ligue 2            | [ 10 ] |
| Départs                |             |                   |           |                        |                    |        |
| Rafik Mazouzi          | Algérie     | Gardien de but    | Transfert | MC El Eulma            | Ligue 2            |        |
| Zine El Abidine Sebbah | Algérie     | Défenseur         | Transfert | NA Hussein Dey         | Ligue 1            | [ 11 ] |
| Nadjib Hammadi         | Algérie     | Milieu de terrain | Transfert | CR Témouchent          | Ligue 2            |        |
| Hamza Heriat           | Algérie     | Milieu de terrain | Transfert | US Biskra              | Ligue 1            |        |
| Abdelhak Abdelhafid    | Algérie     | Attaquant         | Transfert | MC Alger               | Ligue 1            | [ 12 ] |
| Abderaouf Chouiter     | Algérie     | Attaquant         | Transfert | NA Hussein Dey         | Ligue 1            | [ 13 ] |
| Rachid Nadji           | Algérie     | Attaquant         | Transfert | NA Hussein Dey         | Ligue 1            | [ 14 ] |
| Fin de contrat         |             |                   |           |                        |                    |        |
| Mohamed Guitarni       | Algérie     | Gardien de but    | Transfert |                        |                    |        |
| Mourad Bendjelloul     | Algérie     | Défenseur         | Transfert | SCM Oran               | Inter-Régions (D3) |        |
| Nazim Itim             | Algérie     | Milieu de terrain | Transfert | USM Bel Abbès          | Ligue 1            |        |
| Fin de prêt            |             |                   |           |                        |                    |        |
| Zakaria Mansouri       | Algérie     | Milieu de terrain | Transfert | CS Sfaxien             | Ligue 1 Tunisienne | [ 15 ] |

#### Période estivale des U19
| Nom                      | Nationalité | Poste             | Transfert | Provenance/Destination | Division | Réf.   |
| ------------------------ | ----------- | ----------------- | --------- | ---------------------- | -------- | ------ |
| Arrivées                 |             |                   |           |                        |          |        |
| Mohamed Milouah          | Algérie     | Gardien de but    | Transfert | MC Alger               | Ligue 1  |        |
| Oussama Draou            | Algérie     | Défenseur         | Transfert | MC Alger               | Ligue 1  |        |
| Bachir Belloumi          | Algérie     | Milieu de terrain | Transfert | GC Mascara             | National | [ 16 ] |
| Fares Belaïli            | Algérie     | Attaquant         | Transfert | Paradou AC             | Ligue 1  | [ 16 ] |
| Zakaria Falah            | Algérie     | Attaquant         | Transfert | ASM Oran               | Ligue 2  |        |
| Début de contrat         |             |                   |           |                        |          |        |
| Zakaria Khaldi           | Algérie     | Gardien de but    | Transfert | MC Oran                | Ligue 1  |        |
| Ilyès Chérif El-Ouazzani | Algérie     | Milieu de terrain | Transfert | MC Oran                | Ligue 1  |        |
| Seddik Senhadji          | Algérie     | Milieu de terrain | Transfert | MC Oran                | Ligue 1  |        |
| Départs                  |             |                   |           |                        |          |        |
| Nadjib Hamadi            | Algérie     | Défenseur         | Transfert | CR Témouchent          | Ligue 2  |        |
| Nawfal Bendida           | Algérie     | Attaquant         | Transfert | MCB Oued Sly           | Ligue 2  |        |
| Mohamed Réda Kada        | Algérie     | Attaquant         | Transfert | CR Témouchent          | Ligue 2  |        |

### Période hivernale
Le joueur ivoirien de l'ASI Abengourou, Houssou Nanan Landry qui avait signé électroniquement un contrat pour le mercato estival se voit reporté sa venue au mercato hivernal pour des raisons administratives lui bloquant le droit d'entrée sur le territoire algérien pour des raisons du confinement lié au Covid-19. Mais finalement, ce joueur qui était demandé par l'entraineur français Bernard Casoni se voit son recrutement abandonné avec le départ de ce dernier.
Le gardien de but du Mouloudia d'Oran Houssam Limane s'est fait résilié le contrat le 15 mars 2021 à la suite de sa grave blessure lors du match joué le 6 février 2021 contre l'ES Sétif dans le cadre de la douzième journée du championnat national. Il est remplacé par Athmane Toual.
| Nom                | Nationalité | Poste             | Transfert | Provenance/Destination | Division | Réf. |
| ------------------ | ----------- | ----------------- | --------- | ---------------------- | -------- | ---- |
| Arrivées           |             |                   |           |                        |          |      |
| Athmane Toual      | Algérie     | Gardien de but    | Transfert | SKAF El Khemis         | Ligue 2  |      |
| Abdessamad Bounoua | Algérie     | Milieu de terrain | Transfert | JS Kabylie             | Ligue 1  |      |
| Départs            |             |                   |           |                        |          |      |
| Houssam Limane     | Algérie     | Gardien de but    | Transfert |                        |          |      |
| Abdelkrim Benrabah | Algérie     | Attaquant         | Transfert |                        |          |      |

#### Période hivernale des U19
| Nom         | Nationalité | Poste             | Transfert | Provenance/Destination | Division | Réf. |
| ----------- | ----------- | ----------------- | --------- | ---------------------- | -------- | ---- |
| Arrivées    |             |                   |           |                        |          |      |
| Imad Reguig | Algérie     | Milieu de terrain | Transfert | MC Oran                | Ligue 1  |      |

## Effectif professionnel actuel
Le premier tableau liste l'effectif professionnel du MCO pour la saison 2020-2021. Le second recense les prêts effectués par le club lors de cette même saison.

## Compétitions

### Championnat d'Algérie

#### Phase aller
La phase aller est marquée par des matchs joués tous à huis-clos en raison de la pandémie de Covid-19 en Algérie. Elle est aussi marquée par le match de la dixième journée du MC Oran contre l'USM Alger au Stade Omar-Hamadi où jusque-là, le MC Oran était invaincu du championnat mais le match se solde par la première défaite du MC Oran grâce à un arbitrage médiocre de Abderrezak Arab qui a commis beaucoup d'erreurs contre le MC Oran, la plus flagrande était l'expulsion injuste de Boualem Mesmoudi en première mi-temps.
| Date       | J. | Adversaire            | Lieu | Score | Buteurs du MCO                                                                 | Buteurs de l'Adv.                                | Class. | Public    |
| ---------- | -- | --------------------- | ---- | ----- | ------------------------------------------------------------------------------ | ------------------------------------------------ | ------ | --------- |
| 27/11/2020 | 1  | NA Hussein Dey        | Ext. | 1–1   | Boutiche 44e (pen.)                                                            | Si Ammar 46e                                     | 6e     | Huis clos |
| 04/12/2020 | 2  | JS Kabylie            | Dom. | 0–0   | —                                                                              | —                                                | 12e    | Huis clos |
| 11/12/2020 | 3  | O. Médéa              | Ext. | 1–1   | Motrani 67e                                                                    | Khalfallah 40e                                   | 10e    | Huis clos |
| 18/12/2020 | 4  | WA Tlemcen            | Dom. | 2–1   | Ezzemani 17e, Hamidi 84e                                                       | Amiri 4e                                         | 6e     | Huis clos |
| 23/12/2020 | 5  | USM Bel Abbès         | Ext. | 1–1   | Hamidi 67e                                                                     | Litt 28e                                         | 9e     | Huis clos |
| 27/12/2020 | 6  | RC Relizane           | Dom. | 1–0   | Boutiche 27e (pen.)                                                            | —                                                | 7e     | Huis clos |
| 11/01/2021 | 7  | MC Alger              | Ext. | 1–1   | Mesmoudi 69e                                                                   | Lamara 27e (pen.)                                | 6e     | Huis clos |
| 16/01/2021 | 8  | CR Belouizdad         | Ext. | 1–1   | Nekkache 27e                                                                   | Belahouel 21e                                    | 8e     | Huis clos |
| 22/01/2021 | 9  | ASO Chlef             | Dom. | 1–0   | Mellal 90+2e (pen.)                                                            | —                                                | 7e     | Huis clos |
| 26/01/2021 | 10 | USM Alger             | Ext. | 2–0   | —                                                                              | Benhammouda 52e, Soula 66e                       | 9e     | Huis clos |
| 30/01/2021 | 11 | JS Saoura             | Dom. | 2–1   | Hamidi 31e, Mellal 64e                                                         | Meddahi 71e                                      | 7e     | Huis clos |
| 06/02/2021 | 12 | ES Sétif              | Ext. | 4–1   | Belkaroui 30e                                                                  | Touré 27e, Ferhani 42e, Kendouci 75e, Bekrar 79e | 9e     | Huis clos |
| 12/02/2021 | 13 | US Biskra             | Dom. | 6–0   | Hamidi 32e, Guenina 48e, Benamar 50e, Motrani 71e, Bentiba 84e, Belloumi 90+1e | —                                                | 7e     | Huis clos |
| 19/02/2021 | 14 | CS Constantine        | Ext. | 1–3   | Motrani 4e Mesmoudi 32e Belloumi 76e                                           | Amokrane 71e                                     | 5e     | Huis clos |
| 27/02/2021 | 15 | Paradou AC            | Dom. | 3–1   | Mesmoudi 43e, Guenina 48e 69e                                                  | Okello 85e                                       | 5e     | Huis clos |
| 05/03/2021 | 16 | JSM Skikda            | Ext. | 0–1   | Motrani 61e                                                                    | —                                                | 4e     | Huis clos |
| 13/03/2021 | 17 | CA Bordj Bou Arreridj | Dom. | 1–1   | Mellal 90+2e                                                                   | Rahmani 39e                                      | 4e     | Huis clos |
| 17/03/2021 | 18 | AS Aïn M'lila         | Dom. | 0–0   | —                                                                              | —                                                | 5e     | Huis clos |
| 21/03/2021 | 19 | NC Magra              | Ext. | 0–0   | —                                                                              | —                                                | 5e     | Huis clos |

#### Phase retour
Tous les matchs retours de la Ligue Professionnelle 1 comme ceux de l'aller sont joués à huis clos en raison de la Pandémie de Covid-19 en Algérie.
| Date       | J. | Adversaire            | Lieu | Score | Buteurs du MCO                               | Buteurs de l'Adv.                              | Class. | Public    |
| ---------- | -- | --------------------- | ---- | ----- | -------------------------------------------- | ---------------------------------------------- | ------ | --------- |
| 04/05/2021 | 20 | NA Hussein Dey        | Dom. | 3–2   | Motrani 3e, Mellal 24e (pen.), Guenina 38e   | Sebbah 18e, Banouh 53e                         | 4e     | Huis clos |
| 11/05/2021 | 21 | JS Kabylie            | Ext. | 0–1   | Mellal 44e (pen.)                            | —                                              | 4e     | Huis clos |
| 22/05/2021 | 22 | O. Médéa              | Dom. | 0–0   | —                                            | —                                              | 4e     | Huis clos |
| 26/05/2021 | 23 | WA Tlemcen            | Ext. | 0–2   | Benhamou 28e (pen.), Belloumi 72e            | —                                              | 4e     | Huis clos |
| 30/05/2021 | 24 | USM Bel Abbès         | Dom. | 1–1   | Nekkache 82e                                 | Ounnas 57e                                     | 4e     | Huis clos |
| 10/06/2021 | 25 | RC Relizane           | Ext. | 2–1   | Nekkache 86e                                 | Aoued 17e, Feham 45+1e                         | 4e     | Huis clos |
| 19/06/2021 | 26 | MC Alger              | Dom. | 2–1   | Benamar 38e, Nekkache 84e                    | Tahar 83e                                      | 4e     | Huis clos |
| 27/06/2021 | 27 | CR Belouizdad         | Dom. | 0–3   | —                                            | Sayoud 48e, Belkhir 51e, Khalfallah 63e        | 4e     | Huis clos |
| 01/07/2021 | 28 | ASO Chlef             | Ext. | 0–0   | —                                            | —                                              | 5e     | Huis clos |
| 04/07/2021 | 29 | USM Alger             | Dom. | 1–1   | Benhamou 82e                                 | Belkacemi 12e (pen.)                           | 5e     | Huis clos |
| 08/07/2021 | 30 | JS Saoura             | Ext. | 1–1   | Khettab 57e                                  | B. Hamidi 45+3e                                | 5e     | Huis clos |
| 13/07/2021 | 31 | ES Sétif              | Dom. | 4–0   | Motrani 19e 69e, Benhamou 43e, Khettab 90e   | —                                              | 5e     | Huis clos |
| 17/07/2021 | 32 | US Biskra             | Ext. | 1–0   | —                                            | Mokhtar 88e (pen.)                             | 5e     | Huis clos |
| 23/07/2021 | 33 | CS Constantine        | Dom. | 0–0   | —                                            | —                                              | 5e     | Huis clos |
| 27/07/2021 | 34 | Paradou AC            | Ext. | 5–4   | Nekkache 72e 87e, Naâmani 84e, Khettab 90+4e | Bouguerra 9e, Zerrouki 47e 55e 68e, Boucif 88e | 6e     | Huis clos |
| 09/08/2021 | 35 | JSM Skikda            | Dom. | 1–0   | Freifer 56e                                  | —                                              | 5e     | Huis clos |
| 16/08/2021 | 36 | CA Bordj Bou Arreridj | Ext. | 0–2   | Freifer 30e, Chaouti 45+4e (pen.)            | —                                              | 5e     | Huis clos |
| 21/08/2021 | 37 | AS Aïn M'lila         | Ext. | 2–1   | Ezzemani 72e                                 | Tiaïba 29e 48e                                 | 5e     | Huis clos |
| 24/08/2021 | 38 | NC Magra              | Dom. | 1–2   | Reguieg 90e                                  | Demane 17e, Belhamri 76e                       | 6e     | Huis clos |

#### Classement
| Rang | Équipe         | Pts | J  | G  | N  | P  | Bp | Bc | Diff | Qualification ou relégation                     |
| ---- | -------------- | --- | -- | -- | -- | -- | -- | -- | ---- | ----------------------------------------------- |
| 4    | USM Alger      | 65  | 38 | 19 | 8  | 11 | 62 | 39 | +23  |                                                 |
| 5    | JS Kabylie L   | 61  | 38 | 17 | 10 | 11 | 44 | 33 | +11  | Qualification pour la Coupe de la confédération |
| 6    | MC Oran        | 60  | 38 | 15 | 15 | 8  | 51 | 37 | +14  |                                                 |
| 7    | MC Alger       | 57  | 38 | 15 | 12 | 11 | 59 | 43 | +16  |                                                 |
| 8    | CS Constantine | 57  | 38 | 15 | 12 | 11 | 43 | 31 | +12  |                                                 |

### Coupe d'Algérie
En raison de la Pandémie de Covid-19 en Algérie, la coupe d'Algérie pour la saison 2020-2021 est annulée. Elle est remplacée par la Coupe de la ligue où seuls les 20 clubs de la Ligue professionnelle prennent part à cette compétition.

### Coupe de la ligue d'Algérie
| Date       | Tour          | Adversaire            | Lieu           | Score          | Buteurs du MCO | Buteurs de l'adv. | Public    |
| ---------- | ------------- | --------------------- | -------------- | -------------- | -------------- | ----------------- | --------- |
| 16/04/2021 | Tour Pré.     | CA Bordj Bou Arreridj | 20 août 1955   | 0–0ap (2–3tab) | —              | —                 | Huis clos |
| 30/04/2021 | 1/8 de finale | RC Relizane           | Tahar Zoughari | 0–1            | Mellal 45e     | —                 | Huis clos |
| 05/06/2021 | 1/4 de finale | WA Tlemcen            | Ahmed-Zabana   | 0–0ap (1–4tab) | —              | —                 | Huis clos |

## Statistiques

### Buteurs
Mise à jour le 21 août 2021.
| Rang                | Joueur                 | Ligue 1 | Coupe de la Ligue | Total |
| ------------------- | ---------------------- | ------- | ----------------- | ----- |
| 1                   | Zoubir Motrani         | 7       | 0                 | 7     |
| 2                   | Hichem Nekkache        | 6       | 0                 | 6     |
| 2                   | Benamar Mellal         | 5       | 1                 | 6     |
| 4                   | Yacine Guenina         | 4       | 0                 | 4     |
| 4                   | Kamel Hamidi           | 4       | 0                 | 4     |
| 6                   | Bachir Belloumi        | 3       | 0                 | 3     |
| 6                   | Mahi Benhamou          | 3       | 0                 | 3     |
| 6                   | Adel Khettab           | 3       | 0                 | 3     |
| 6                   | Boualem Mesmoudi       | 3       | 0                 | 3     |
| 10                  | Benali Benamar         | 2       | 0                 | 2     |
| 10                  | Abdelkader Boutiche    | 2       | 0                 | 2     |
| 10                  | Mohamed Amine Ezzemani | 2       | 0                 | 2     |
| 10                  | Boumediene Freifer     | 2       | 0                 | 2     |
| 14                  | Hichem Belkaroui       | 1       | 0                 | 1     |
| 14                  | Mohamed Bentiba        | 1       | 0                 | 1     |
| 14                  | Bassam Chaouti         | 1       | 0                 | 1     |
| 14                  | Mohamed Naâmani        | 1       | 0                 | 1     |
| But contre son camp | But contre son camp    | 0       | 0                 | 0     |

### Passeurs Décisifs
Mise à jour le 30 juillet 2021.
| Rang | Joueur                 | Ligue 1 | Coupe de la Ligue | Total |
| ---- | ---------------------- | ------- | ----------------- | ----- |
| 1    | Benamar Mellal         | 12      | 0                 | 12    |
| 2    | Mohamed Amine Ezzemani | 5       | 0                 | 5     |
| 3    | Bachir Belloumi        | 3       | 0                 | 3     |
| 3    | Kamel Hamidi           | 3       | 0                 | 3     |
| 3    | Zoubir Motrani         | 3       | 0                 | 3     |
| 6    | Adel Khettab           | 2       | 0                 | 2     |
| 6    | Chérif Siam            | 2       | 0                 | 2     |
| 8    | Mahi Benhamou          | 1       | 0                 | 1     |
| 8    | Mohamed Bentiba        | 1       | 0                 | 1     |
| 8    | Abdessamad Bounoua     | 1       | 0                 | 1     |
| 8    | Abdelkader Boutiche    | 1       | 0                 | 1     |
| 8    | Senoussi Fourloul      | 1       | 0                 | 1     |
| 8    | Zineddine Mekkaoui     | 1       | 0                 | 1     |
| 8    | Mohamed Naâmani        | 1       | 0                 | 1     |